# سيلاس هايت
سيلاس هايت (بالإنجليزية: Silas Hite)‏ هو ملحن أمريكي، ولد في 30 مارس 1980 في سكوتسديل في الولايات المتحدة.

## وصلات خارجية
- سيلاس هايت على موقع IMDb (الإنجليزية)
- سيلاس هايت على موقع ميوزك برينز (الإنجليزية)